# Beuzec-Cap-Sizun
Beuzec-Cap-Sizun är en kommun i departementet Finistère i regionen Bretagne i västra Frankrike. Kommunen ligger i kantonen Pont-Croix som tillhör arrondissementet Quimper. År 2022 hade Beuzec-Cap-Sizun 1 018 invånare.

## Befolkningsutveckling
Antalet invånare i kommunen Beuzec-Cap-Sizun
Referens:INSEE